# CZ 50
ČZ vz.50 — компактный самозарядный пистолет чехословацкого производства.

## История
Пистолет был разработан в конце 1940-х годов в качестве замены пистолетов vz.27, в 1950 году он был принят на вооружение МВД ЧССР и началось его производство — сначала на заводе Česká zbrojovka Strakonice, а с 1957 года — на заводе Česká zbrojovka Uherský Brod.
В 1970 году начался выпуск незначительно модернизированного варианта, который был прекращен в 1983 году — после того, как на вооружение был принят пистолет CZ 82.

## Описание
Пистолет использует автоматику со свободным затвором. Возвратная пружина расположена вокруг ствола. Ударно-спусковой механизм курковый, двойного действия. Флажковый предохранитель расположен слева на рамке, и при включении автоматически снимает курок с боевого взвода. В канале ствола — четыре нареза.
Магазин коробчатый, с однорядным расположением патронов. В боковых стенках магазина сделаны отверстия, позволяющие контролировать количество патронов.

## Варианты и модификации
- ČZ vz.50 — первая модель образца 1950 года, выпускавшаяся до 1969 года;
- ČZ vz.70 — вторая модель, выпускавшаяся в 1970—1983 гг.

## Страны-эксплуатанты
- Чехословакия[1]
- США — с начала 1990-х годов пистолеты ČZ vz.50 разрешено импортировать в США качестве гражданского оружия[4].